# Валлерова дегенерация

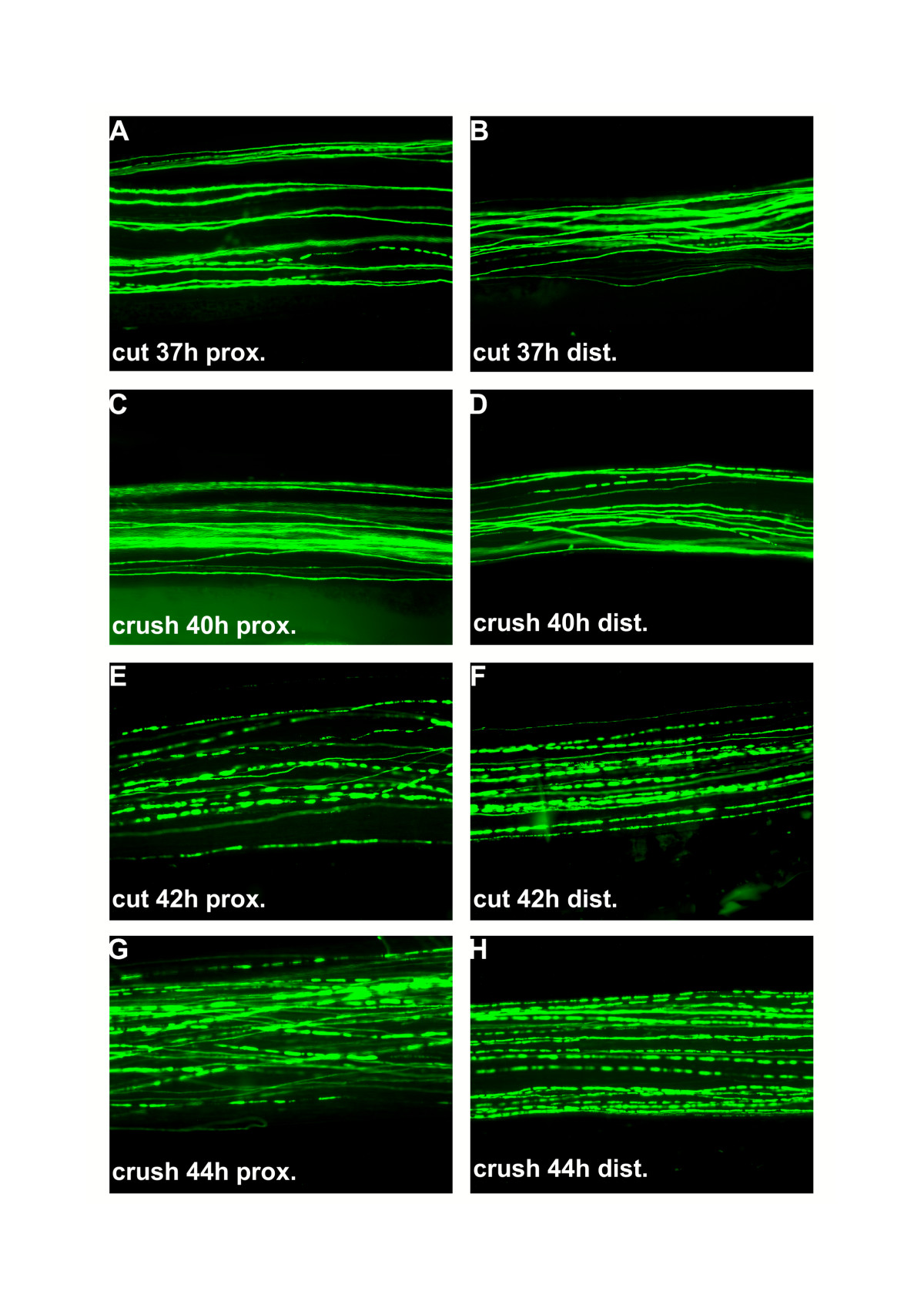
Развитие валлеровой дегенерации в периферийных нервах после их разрыва и сдавливания (cut and crush), вблизи от места поражения (слева) и вдали (справа), через 37, 40, 42 и 44 часа после разрыва (сверху вниз).

Валлерова дегенерация (валерианова дегенерация, антероградная дегенерация) — процесс разрушения участка аксона, отделённого от основной части нейрона при разрыве. Впервые описана в 1850 году британским нейрофизиологом Августом Валлером (1816—1870) при исследовании рассечённых нервов лягушек. После повреждения в месте разрушенного аксона размножаются шванновские клетки, а с центрального конца поврежденного аксона начинается рост вдоль этих клеток (начало регенеративных процессов). 

## Механизм
1. Повреждение/разрушение аксона периферического нерва.
2. Распад аксона и миелиновой оболочки под действием протеаз, высвобождающихся из шванновских клеток под действием ионов Ca2+.
3. Перемещение моноцитов из кровотока в эндоневрий, трансформация в макрофаги и фагоцитоз элипсоидных фрагментов распавшихся аксона и миелина. Фагоцитоз занимает не более 6 дней.
4. Стимуляция макрофагами митотической активности шванновских клеток.
5. В результате формируется "бугристый" цитоскелет нерва, в котором сохранный эндоневрий окружает делящиеся шванновские клетки.

### Другие процессы
Повреждение аксона периферического нерва обуславливает не только прямые последствия повреждения (валлерова дегенерация), но и другие явления:
- Хроматолизис (фрагментация и рассеивание вещества Ниссля), который проявляется прекращением окрашивания телец Ниссля катионными красителями через несколько дней после нарушения целостности аксона.
- Смещение ядра на периферию перикариона.
- Заполнение клетками нейроглии синаптических щелей и изоляция нейрона от контактов в сером веществе.